# Lieder ohne Worte

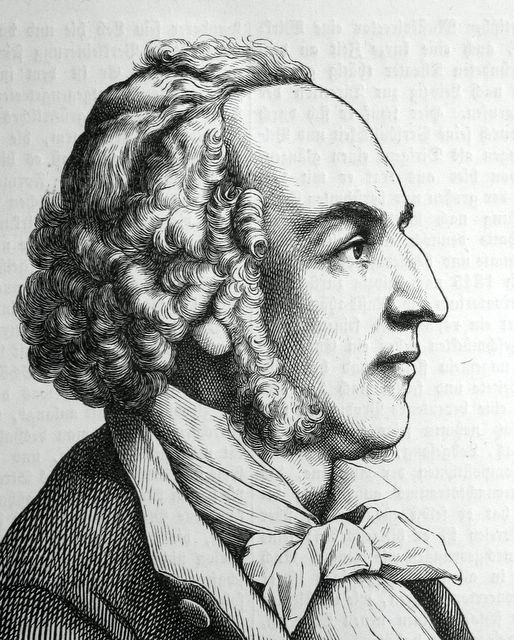
Felix Mendelssohn Bartholdy, Schöpfer der bekannten Lieder ohne Worte

Der Titel Lieder ohne Worte ist untrennbar mit 48 lyrischen Klavierstücken des Komponisten Felix Mendelssohn Bartholdy (1809–1847) verbunden, die in acht Heften zu jeweils sechs Nummern erschienen sind. Die Bezeichnung, die vielleicht eine Eigenschöpfung des Komponisten ist, vielleicht auf dessen Schwester Fanny Hensel zurückgeht, steht für Charakterstücke von liedhafter Beschaffenheit.

## Musikalische Charakteristik
Zur musikalischen Charakteristik von Mendelssohns Liedern ohne Worte gehören „Erzählton, Sprachlichkeit, leicht fassliche und lyrische Melodik, klare Form“. In den meisten Fällen erklingen sangliche Melodien über durchgängigen Begleitformeln – die ausgefeilten Figurationen rücken zahlreiche Kompositionen in die Nähe virtuoser Konzertetüden. Weniger häufig sind chorische Sätze. Die Formgebung folgt in der Regel der dreiteiligen Liedform, wobei (im Unterschied zu vielen anderen Charakterstücken des 19. Jahrhunderts) kaum je Kontrastwirkung zwischen den Teilen angestrebt wird. In manchen Stücken zieht sich die Melodie von Anfang bis Ende durch; andere „Lieder“ beginnen und enden mit der begleitenden Satzschicht; ein dritter Typus besitzt kurze, kadenzierende Vor- und Nachspiele, sogenannte „Vor-“ und „Anhänge“. Die poetische Idee steht gegenüber der thematischen Arbeit im Vordergrund.

## Die acht Sammlungen
Heft 1 (1832) hieß zunächst noch Melodies for the Piano-Forte, Heft 2 (1835) von vornherein Lieder ohne Worte. 1837–1845 erschienen die Hefte 3–6, erst Jahre nach Mendelssohns Tod Heft 7 und 8. An den MWV-Nummern (den Nummern des Mendelssohn-Werkverzeichnisses) lässt sich ablesen, in welcher Reihenfolge und in welchem Umfeld die einzelnen Stücke entstanden sind.

### Heft 1 op. 19 (MWV SD 5)
- Andante con moto E-Dur op. 19 Nr. 1 (MWV U 86)
- Andante espressivo a-Moll op. 19 Nr. 2 (MWV U 80)
- Molto allegro e vivace A-Dur op. 19 Nr. 3 (MWV U 89)
- Moderato A-Dur op. 19 Nr. 4 (MWV U 73)
- Piano agitato fis-Moll op. 19 Nr. 5 (MWV U 90)
- Andante sostenuto g-Moll Venetianisches Gondellied Op. 19 Nr. 6 (MWV U 78)

Die sechs Nummern der ersten Sammlung wurden etwa 1829/1830 komponiert. Die von Ignaz Moscheles betreute englische Erstausgabe (London 1832) trug folgenden Titel: Original Melodies for the Piano-Forte. Composed by Felix Mendelssohn Bartholdy. Die französische Erstausgabe (Romances sans paroles, Paris o. J.) und die deutsche Erstausgabe (Lieder ohne Worte, Bonn 1833) brachten dann den endgültigen Titel und die Opus-Nummer 19. Weil die Gesänge op. 19 für Singstimme und Klavier und die Lieder ohne Worte op. 19 für Klavier dieselbe Opus-Nummer tragen, werden erstere auch „op. 19a“, letztere „op. 19b“ genannt. Im Mendelssohn-Werkverzeichnis werden diese beiden Zyklen unter den zusammenfassenden Nummern MWV SD 6 und MWV SD 5 geführt. Der Name Venetianisches Gondellied (op. 19 Nr. 6) ist original. Der populäre Name Jägerlied für op. 19 Nr. 3 stammt hingegen nicht vom Komponisten.

### Heft 2 op. 30 (MWV SD 9)
- Andante espressivo Es-Dur op. 30 Nr. 1 (MWV U 103)
- Allegro di molto b-Moll op. 30 Nr. 2 (MWV U 77)
- Adagio non troppo E-Dur op. 30 Nr. 3 (MWV U 104)
- Agitato e con fuoco h-Moll op. 30 Nr. 4 (MWV U 98)
- Andante grazioso D-Dur op. 30 Nr. 5 (MWV U 97)
- Allegretto tranquillo fis-Moll Venetianisches Gondellied op. 30 Nr. 6 (MWV U 110)

Heft 2 vereint Stücke, die etwa 1833/1834 komponiert wurden, und kam erstmals 1835 in Bonn heraus; Titel und Widmung lauteten Sechs Lieder ohne Worte für’s Piano-Forte componirt und Fräulein Elise von Woringen zugeeignet von Felix Mendelssohn-Bartholdy. Der Name Venetianisches Gondellied (op. 30 Nr. 6) ist original.

### Heft 3 op. 38 (MWV SD 16)
- Con moto Es-Dur op. 38 Nr. 1 (MWV U 121)
- Allegro non troppo c-Moll op. 38 Nr. 2 (MWV U 115)
- Presto e molto vivace E-Dur op. 38 Nr. 3 (MWV U 107)
- Andante A-Dur op. 38 Nr. 4 (MWV U 120)
- Agitato a-Moll op. 38 Nr. 5 (MWV U 137)
- Andante con moto As-Dur Duett op. 38 Nr. 6 (MWV U 119)

Heft 3 entstand etwa 1836/1837 und wurde umgehend verlegt (Bonn 1837). Die Widmung galt erneut Elise von Woringen, der Tochter des Düsseldorfer Juristen Otto von Woringen, der Mendelssohn förderte. Der Name Duett (op. 38 Nr. 6) ist original.

### Heft 4 op. 53 (MWV SD 23)
- Andante con moto As-Dur op. 53 Nr. 1 (MWV U 143)
- Allegro non troppo Es-Dur op. 53 Nr. 2 (MWV U 109)
- Presto agitato g-Moll op. 53 Nr. 3 (MWV U 144)
- Adagio F-Dur op. 53 Nr. 4 (MWV U 114)
- Allegro con fuoco a-Moll Volkslied op. 53 Nr. 5 (MWV U 153)
- Molto Allegro vivace A-Dur op. 53 Nr. 6 (MWV U 154)

Diese sechs Stücke entstanden etwa 1839–1841; Widmungsträgerin der Erstausgabe (Bonn 1841) war Sophy Horsley. Der Name Volkslied (op. 53 Nr. 5) ist original.

### Heft 5 op. 62 (MWV SD 29)
- Andante espressivo G-Dur op. 62 Nr. 1 (MWV U 185)
- Allegro con fuoco B-Dur op. 62 Nr. 2 (MWV U 181)
- Andante maestoso e-Moll op. 62 Nr. 3 (MWV U 177)
- Allegro con anima G-Dur op. 62 Nr. 4 (MWV U 175)
- Andante con moto a-Moll Venetianisches Gondellied op. 62 Nr. 5 (MWV U 151)
- Allegretto grazioso A-Dur op. 62 Nr. 6 (MWV U 161)

Die sechs Stücke von Heft 5 entstanden etwa 1842–1844; Mendelssohn widmete die Erstausgabe (Bonn 1844) „Frau Dr. Clara Schumann geb. Wieck“. Der Name Venetianisches Gondellied (op. 62 Nr. 5) ist original. Der populäre Name Trauermarsch für op. 62 Nr. 3 stammt hingegen nicht vom Komponisten. Die populäre Bezeichnung Frühlingslied für op. 62 Nr. 6 geht zwar auf eine Handschrift des Komponisten zurück, wurde von diesem aber nicht in die Druckfassung übernommen.

### Heft 6 op. 67 (MWV SD 32)
- Andante Es-Dur op. 67 Nr. 1 (MWV U 180)
- Allegro leggiero fis-Moll op. 67 Nr. 2 (MWV U 145)
- Andante tranquillo B-Dur op. 67 Nr. 3 (MWV U 102)
- Presto C-Dur op. 67 Nr. 4 (MWV U 182)
- Moderato h-moll op. 67 Nr. 5 (MWV U 184)
- Allegro non troppo E-Dur op. 67 Nr. 6 (MWV U 188)

Die sechs Stücke dieser letzten von Mendelssohn selbst zusammengestellten und herausgegebenen Sammlung wurden etwa in den Jahren 1843–1845 komponiert; die Widmung der Erstausgabe (Bonn 1845) galt Sophie Rosen, der Verlobten des in London lebenden Diplomaten und guten Freundes Carl Klingemann. Der populäre Name Spinnerlied für op. 67 Nr. 4 stammt nicht vom Komponisten.

### Heft 7 op. 85 (MWV SD 46)
- Andante espressivo F-Dur op. 85 Nr. 1 (MWV U 189)
- Allegro agitato a-Moll op. 85 Nr. 2 (MWV U 101)
- Presto Es-Dur op. 85 Nr. 3 (MWV U 111)
- Andante sostenuto D-Dur op. 85 Nr. 4 (MWV U 190)
- Allegretto A-Dur op. 85 Nr. 5 (MWV U 191)
- Allegretto con moto B-Dur op. 85 Nr. 6 (MWV U 155)

Heft 7, das Kompositionen der Jahre 1834–1845 umfasst, wurde erst mehrere Jahre nach Mendelssohns Tod zusammengestellt und veröffentlicht (Bonn 1851).

### Heft 8 op. 102 (MWV SD 54)
- Andante e-Moll op. 102 Nr. 1 (MWV U 162)
- Adagio D-Dur op. 102 Nr. 2 (MWV U 192)
- Presto C-Dur Kinderstück op. 102 Nr. 3 (MWV U 195)
- Andante g-Moll op. 102 Nr. 4 (MWV U 152)
- Allegro vivace A-Dur Kinderstück op. 102 Nr. 5 (MWV U 194)
- Andante C-Dur op. 102 Nr. 6 (MWV U 172)

Die sechs Stücke von Heft 8 wurden etwa 1842–1845 komponiert und über 20 Jahre nach Mendelssohns Tod zusammengestellt und veröffentlicht (Bonn 1868); die Anregung hierzu kam von Karl Mendelssohn Bartholdy, dem ältesten Sohn des Komponisten. Die Handschriften der Stücke Op. 102 Nr. 3 und op. 102 Nr. 5 tragen jeweils den Titel Kinderstück. Damit gehören diese beiden Nummern eigentlich nicht dem Genre der Lieder ohne Worte an.

## Vorgeschichte, Kontext und Nachgeschichte
Unmittelbare Vorläufer der Lieder ohne Worte sind die gesanglichen Etüden von Ludwig Berger, Klavier- und Kompositionslehrer der Geschwister Mendelssohn, und Ignaz Moscheles, treuer älterer Freund und Kollege. Unter Felix Mendelssohn Bartholdys Werken finden sich mehrere nicht in die Sammlungen aufgenommene Lieder ohne Worte für Klavier sowie ein Lied ohne Worte für Violoncello und Klavier. Seine Schwester Fanny Hensel steuerte eine Reihe von Kompositionen bei, die zwar nicht Lieder ohne Worte heißen, aber demselben Genre angehören, namentlich ein Duett für Tenor und Sopran. Mit den Fingern zu singen von 1832 und mehrere Sammlungen von Liedern für das Pianoforte bzw. Mélodies pour le piano. In späteren Jahren übernahmen etliche andere Komponisten, darunter Tschaikowski und Schönberg, den Titel für eigene Werke (englisch song without words, französisch chanson / chant / romance sans paroles). Sechs der Lieder ohne Worte bearbeitete Anton Stingl für Gitarre.